# George Dunton Widener
George Dunton Widener, född 16 juni 1861 i Philadelphia, Pennsylvania, död 15 april 1912, var en amerikansk affärsman och framgångsrik  järnvägsbyggare som omkom vid Titanics förlisning.
George föddes i Philadelphia som äldste son till Hannah Josephine Dunton (1836-1896) och den rike spårvagnsindustrimannen Peter AB Widener.
George Dunton Widener följde tidigt sin faders affärer och tog så småningom över ansvaret av företaget Philadelphia Traction Company. Han var även med i styrelsen för ett flertal kända företag. Han var under en tid som mecenat, direktör över museum och konstskolan Pennsylvania Academy of Fine Arts.
År 1883 gifte han sig med Eleanor Elkins, dotter till faderns affärspartner, William Lukens Elkins. De hade sönerna Harry Elkins Widener (1885-1912), George Dunton Widener Jr (1889-1971), samt en dotter, Eleanor Widener (1891-1953). Familjen bodde på Lynnewood Hall, en av Philadelphias största bevarade herrgårdar vilken George ärvde av sin far.
1912 reste George till den franska huvudstaden Paris tillsammans med sin fru och äldste son Harry. På hemresan bokade familjen Widener en förstaklassbiljett ombord på det välkända fartyget RMS Titanic. De gick ombord på fartyget i Cherbourg, Frankrike tillsammans med sina två betjänter. Familjen Widener var en av de allra kändaste bland resenärerna ombord. George omkom vid förlisningen tillsammans med sonen Harry, frun och den kvinnliga betjänten överlevde dock. En minneshögtid för dem hölls i St Paul's Episcopal Church i Elkins Park, Pennsylvania.